# Nossa Senhora do Rosário
Nossa Senhora do Rosário est un quartier de la ville brésilienne de Santa Maria, Rio Grande do Sul. Le quartier est situé dans district de Sede.

## Vilas
Le quartier possède les vilas suivantes : Beco do Otávio, Loteamento Noêmio Lemos, Rosário, Vila Bortola, Vila Menna Barreto, Vila Oficina Ramos, Vila Osvaldo Beck.

## Galerie

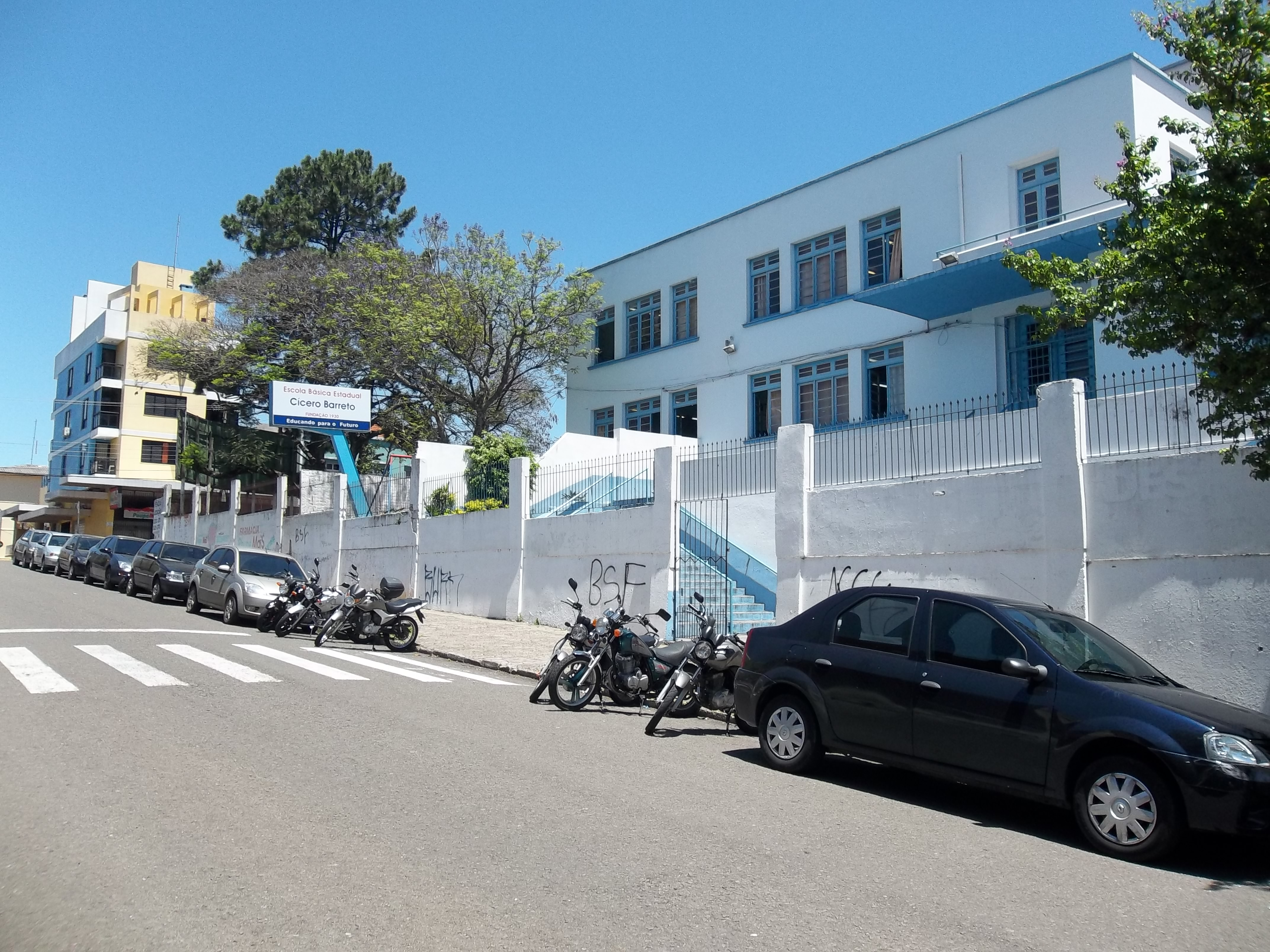
L'école Cicero Barreto.
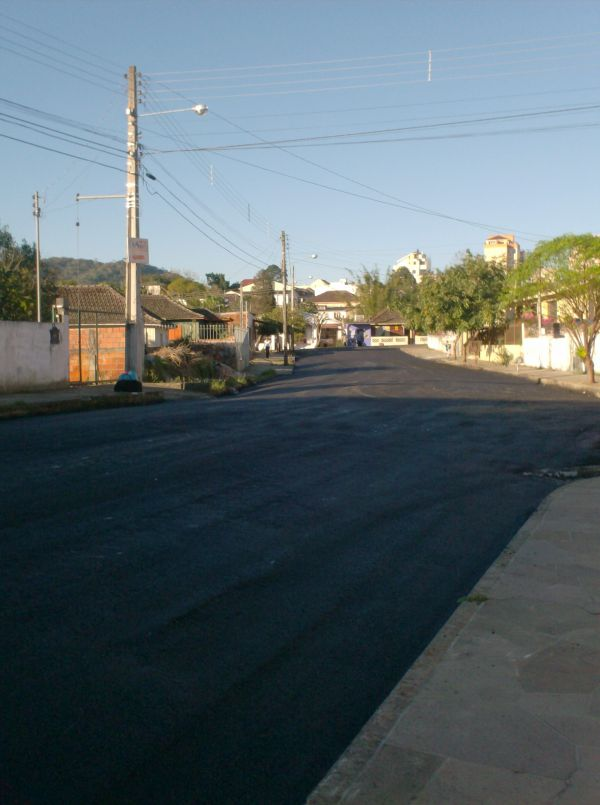
Une vue du quartier.
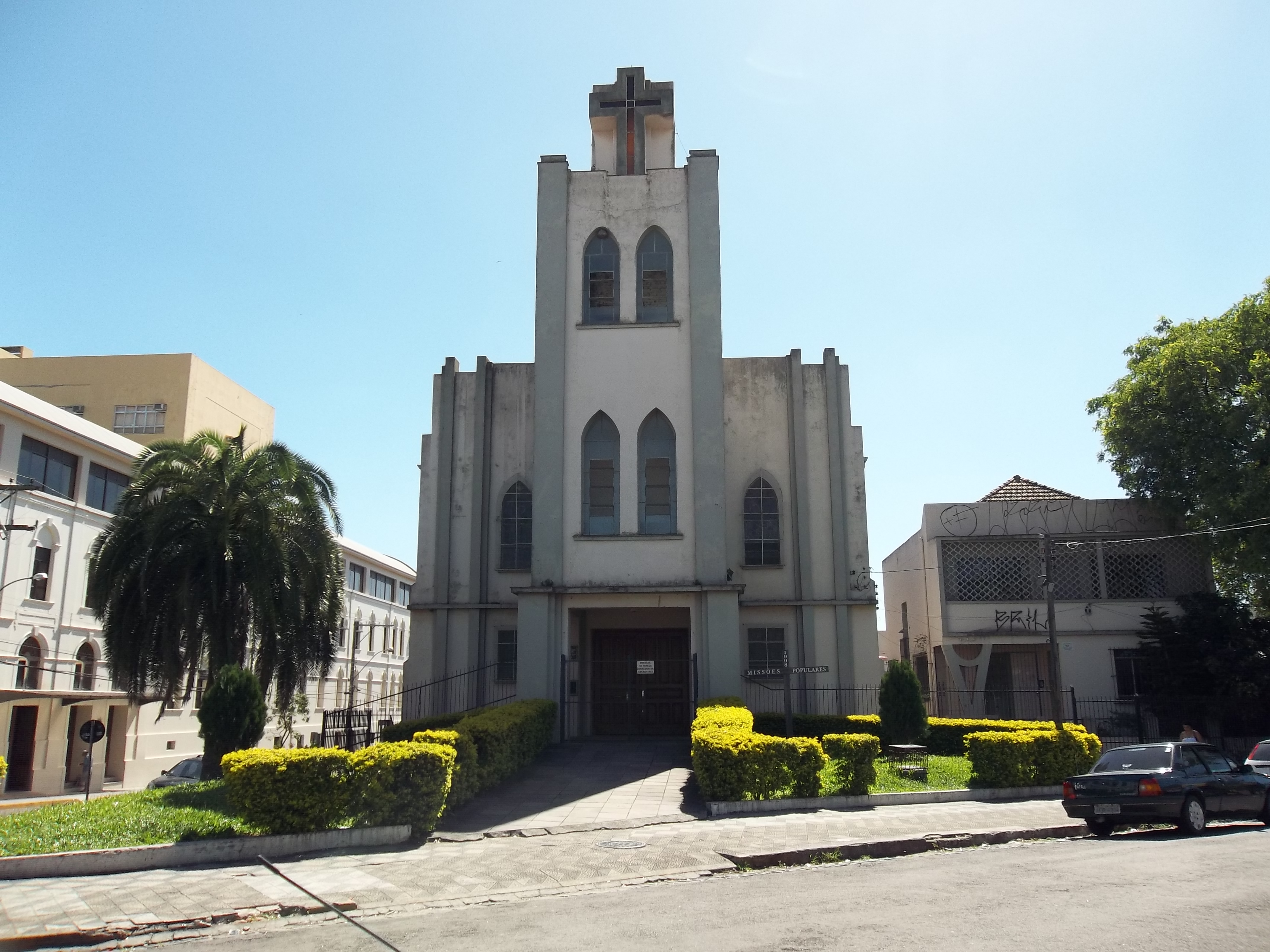
L'église Notre-Dame-du-Rosaire.